# Ilha da Rita
A Ilha da Rita está situada na baía da Babitonga, no litoral sul brasileiro, ao norte do Estado de Santa Catarina.

## História
Em 1918 a ilha foi adquirida pela Marinha Brasileira por meio de um contrato de compra e venda firmado com Francisco José de Almeida e com sua esposa. A causa apontada para a compra da ilha e a construção de uma base naval era a proteção da costa brasileira, motivada pelos temores do prolongamento da Primeira Guerra Mundial, para servir de posto de abastecimento a navios em trânsito naquela parte do litoral brasileiro. Como a ilha não dispunha de nascente de água potável, também foram adquiridas as terras de uma fazenda nas localidades de Frias no Distrito do Saí, próxima à ilha, onde havia uma nascente.
Contudo somente em 1937, com a iminência de outro conflito mundial, foram iniciadas as obras de construção da base naval sendo inaugurada em 1940 com grande pompa pelo Presidente Getúlio Vargas. Ali foram construídos o um aqueduto submarino para captação de água na área continental e abastecimento de água doce para os navios, tanques de armazenamento de água e óleo diesel, um depósito de carvão, uma casa de guarnição e um alojamento para os fuzileiros.
A escolha da Ilha da Rita para a construção da base naval foi uma uma decisão estratégica importante não apenas pelas suas condições geográficas naturais favoráveis, mas também à segurança nacional pela ameaça que os núcleos germânicos formados na região Sul à Soberania Nacional, o chamado “perigo alemão”.
Antes de ter o nome de ilha da Rita, se chamava ilha de Vicente Pinto, nome de um antigo proprietário.
A base naval entrou em decadência depois da guerra pela diminuição de sua importância estratégica e foi parcialmente abandonada pela Marinha Brasileira. Em 1968 a União transferiu a concessão de uso à administração do porto de São Francisco do Sul. Atualmente as estruturas da Ilha da Rita estão passando por processos de degradação por fatores naturais (climáticos) e antrópicos (depredação) intensificados pela falta de manutenção acometida desde o final da década de 1960.